# Michael Hobbs (militare)
Sir Michael Frederick Hobbs (28 febbraio 1937) è un generale britannico, governatore dei Military Knights of Windsor dal 2000 al 2012.

## Biografia
Educato all'Eton College, dopo aver intrapreso la carriera militare, Hobbs venne inquadrato nei Grenadier Guards ove rimase dal 1956 al 1980. Entrò nello staff della direzione del College dello Staff Militare dal 1974 al 1977. Nel 1980 entrò a far parte del Ministero della Difesa britannico e divenne comandante della 39th Infantry Brigade dal 1982 al 1984 e della 4th Armoured division nel 1985–1987.
Sir Michael fu anche direttore del Duke of Edinburgh's Award dal 1988 al 1998 e direttore dell'Outward Bound Trust dal 1995. Dal 2000 e sino al 2012, Sir Michael ha ricoperto l'incarico di Governatore dei Military Knights of Windsor, venendo sostituito quindi dal tenente generale Peter Pearson.